# Ujj Zsuzsi
Ujj Zsuzsi (Veszprém, 1959. május 7. –) magyar fotós, performer, dalszerző és alternatív rockzenész.
1992-től a Csókolom, aztán a Spenót zenekarral adta elő ironikus, depressziós, szerelmes dalait. Többnyire Darvas Ferenccel vagy Darvas Kristóffal lép fel.
Én sem vagyok az már, aki voltam, csókolommal köszönnek a boltban...

## Pályafutása
Ujj Zsuzsi szülei gazdálkodók voltak a második világháború előtt. Aztán államosították a földjeiket, így elveszítették szinte mindenüket. Édesapja egy hadiüzemben kezdett dolgozni, és egy mezőgazdasági gépgyárból ment nyugdíjba. Édesanyja fegyverüzemben helyezkedett el, később az Ofotértnál dolgozott.
Bár Ujj Zsuzsi klasszikus zenei nevelést nem kapott, a zene mindig jelen volt jelen volt életében. A kor népszerű televíziós műsorát, a táncdalfesztiválokat is nézte, szerette, másrészt nótákat, Janis Joplint, Jimi Hendrixet, Joan Baezt, Bob Dylant hallgatta, amikor hozzájutott. Közben inkább költő vagy színész szeretett volna lenni.
Ujj Zsuzsi katolikus családból származott, vasárnaponkánt templomba jártak. Ujj Zsuzsinak egyre nehezebb lett az iskolai élete, a nyolcadik osztályban meg is bukott. Egy évig még Veszprémben élt, ahol egy üzemben dolgozott. A  könyvterjesztőnél hozzájutott Allen Ginsberg, Bernard Malamud, Isaac Bashevis Singer könyveihez.
Folytatnia kellett az iskolát, ezért látszerésznek tanult az Ofotértban. A Balázs Béla Stúdió vetítéseire, és dzsesszkoncertekre is járt. Megismerkedett későbbi férjével, Mátyási Sándorral, akinek biztatására elvégezte a gimnáziumot. A pécsi Tanárképző Főiskolára felvételizett, és a Színművészeti Főiskolára is jelentkezett, egyik se sikerült. Elkezdett dalokat írni: ekkor állt össze zenei repertoárjának első része. A Csókolom zenekarnak 1993-ban jelent meg az első lemeze, amelyet a Magyar Rádió stúdiójában rögzítettek egy éjszaka alatt (nem hivatalosan). Az album címe 2021831 − mert ez volt Ujj Zsuzsi telefonszáma.
Alkalmi munkákból élt, dolgozott az Országos Pedagógiai Intézetnek, amelynek Solt Ottilia volt a vezetője. A demokratikus ellenzékkel, a Beszélő folyóirattal is itt találkozott. Nem egyszer Solt Ottilia neve alatt jelentek meg cikkei.
Felvették a Balázs Béla Stúdió Alapítványba, munkatársnak.
Szerelmi kapcsolatba került Halász István (Halas István) fotóművésszel. Rendkívül nagy hatással volt rá Hajas Tibor életműve. A fotóit megmutatta a Liget Galéria vezetőjének és amikor egy kiállítást lemondtak a Ligetben, Ujj Zsuzsi fotóiból csináltak tárlatot. A megnyitó 1987. novemberében volt. Ekkor Ujj Zsuzsi először a fotóit dalaval támámogatta, azonban próba nélkül léptek fel, a falról az előadás alatt elkezdtek leszakadozni a képek – némi botrány keletkezett.
Ezen az eseményen vett részt Tóth Zoltán is, aki később állandó zenésztársa lett a Csókolom zenekarban. A Csókolom együttes ugyan csak négy évvel később, 1991-ben alakult meg, amikor is Zalka Imre fotóműművész tanácsára felkereste Spenótot, és találkozó és próba után Ujj Zsuzsi beszállt a zenekarba.
1991. után a képei nemzetközi karriert értek el. A bécsi MUMOK-ban megrendezett kiállításon három képe is szerepelt, majd 2012-ben a londoni Tate Galériában megnyílt „A Bigger Splash – Painting after Performance Art” című csoportos kiállításra meghívták a „Trónusos” című fotóját.

## Dalaiból
- Dunántúli sláger [3] (szöveg: Ujj Zsuzsi, zene Tom Waits: Yesterday Is Here)
  - Dunántúli sláger (Ujj Zsuzsi–Darvas Kristóf)
  - Dunántúli sláger (Csókolom zenekar)
  - Dunántúli sláger (Budapest Voices)
  - Dunántúli sláger (Szirtes Edina Mókus és a Fabula Rasa)
  - Dunántúli sláger (Bijou Akusztik)
  - Dunántúli sláger (Péterfy Bori & Love Band)
  - Dunántúli sláger (tomvécces) (Puszi együttes)
  - Dunántúli sláger (Mókus és a 40+)
- Repeta/Persze
- Cicamica
- Normafa
- Nuku Kuki, Nuku Nuni (Csókolom)
- Autós (Csókolom)
- Négy évszak
- Illés együttes – Bolond lány
- Janis Joplin – Me and Boby McGee
- Jimi Hendrix Experience – Hey Joe
- Balaton együttes – Nap az apa
- Sebestyén Márta és a Muzsikás – Elment a madárka
- Id. Virág József – Felmegyek a hegyre
- Naftule Brandwine & Abe Schwartz’s Orchestra – Fihren die Mechutonim Aheim
- Vlagyimir Viszockij – Moja ciganszkaja
- Cseh Tamás – Tábori lap Karády Katalinnak
- Tom Waits – Yesterday is Here
- Víg Mihály – Minden eltörölve
- Kex együttes – Piros madár
- Patti Smith – Because the Night

Marianne Faithfull & David Bowie – I Got you Babe
- Alt–J – Taro
- Lou Reed & John Cale – Small Town
- Klaus Nomi – The Cold Song

## Díjak, elismerések
- 2020 – Cholnoky-díj

## Kötetei
- Ujj Zsuzsi. Versek és dalok; szöveggond. Kabai Lóránt; MissionArt Galéria, Bp., 2012
- Ujj Zsuzsi. Képek, 1985–1991. Ujj Zsuzsi kiállítása a MissionArt Galériában, Budapesten, 2012. május 5-19.; kurátor Kishonthy Zsolt, szöveg Oltai Kata; MissionArt Galéria, Bp., 2012
- Ujj Zsuzsi. Fotós munkák / Phhotoworks, 1985–1991; szerk. Oltai Kata; MissionArt Galéria, Bp., 2013